# Pass That Dutch
„Pass That Dutch” - jest to piosenka amerykańskiej raperki Missy Elliott. Piosenka pochodzi z płyty This Is Not a Test! z 2003 roku.

## Lista piosenek
1. "Pass That Dutch" (Amended Version)
2. "Pass That Dutch" (Explicit Version)
3. "Hurt Sumthin"